# Szack (Rosja)
Szack – miasto w Rosji, w obwodzie riazańskim. W 2010 roku liczyło 6561 mieszkańców.